# 下瓦利 (新澤西州)
下瓦利（英語：Lower Valley）是位於美國新澤西州亨特登縣的非建制地區。

## 歷史
下瓦利的郵局於1866年設立，其後於1877年停運。

## 地理
下瓦利所處的海拔為高於海平面181米（即594英呎），而該地所採用的時區為UTC-5，即北美东部时区（EST）。同時該地設有夏令時間，為UTC-5調快一小時，即UTC-4（EDT）。